# Il fantasma del palcoscenico
Il fantasma del palcoscenico (Phantom of the Paradise) è un film del 1974 scritto e diretto da Brian de Palma.
La storia è un adattamento molto libero di temi provenienti da capolavori come Il fantasma dell'Opera, Notre-Dame de Paris, Il ritratto di Dorian Gray e Faust. Il film è stato lanciato sul mercato col sottotitolo: "Ha venduto la sua anima per il rock and roll" e, successivamente, con "È stato menomato, incastrato, picchiato, derubato e mutilato. Ma non lo possono tenere distante dalla donna che ama!"
Fu inizialmente un fiasco e oggetto di aspre critiche ma è diventato una pellicola cult.

## Trama
Winslow Leach è un giovane cantautore la cui opera pop basata sul "Faust" viene rubata da Swan, un produttore discografico di enorme successo. Entusiasta della musica, Swan la vuole utilizzare per l'inaugurazione del "Paradiso", il grande teatro per concerti che ha eretto. Leach tenta di tornare in possesso del proprio lavoro ma viene cacciato malamente dalla sede della Dischi Morte, la casa discografica di Swan. Egli quindi si insinua nella principesca abitazione di Swan dove si stanno tenendo le audizioni per lo spettacolo di apertura del Paradiso, scoprendo che sarà basato sulla sua musica. Tra le molte cantanti convocate per i provini, Winslow rimane affascinato dalla grazia e dalla voce di Phoenix, alla quale spiega come interpretare il brano Faust che sta provando. Scoperto, viene nuovamente cacciato dalla sicurezza. All'ulteriore tentativo di spiegarsi con Swan travestendosi da donna e mischiandosi alle aspiranti attrici e cantanti che si sottopongono alle sue particolari attenzioni per ottenere una parte, viene portato via e pestato da due scagnozzi e i poliziotti conniventi che lo trovano lo incastrano per spaccio di droga.
Leach viene arrestato, processato per direttissima e condannato all'ergastolo, da scontare presso la prigione di Sing Sing. Una volta in carcere, nel quadro di un programma di esperimenti sui detenuti finanziato da un'azienda di Swan, tutti i denti gli vengono rimossi e rimpiazzati con una scintillante dentiera in metallo. Sei mesi dopo, la radio trasmette la sua musica rubata eseguita in versione rock and roll anni cinquanta dai Juicy Fruits, la band scelta da Swan e detestata da Winslow. Colto da un raptus, riesce ad evadere e si reca a distruggere lo stabilimento della Dischi Morte. Mentre sfoga la sua rabbia, viene intercettato da un guardiano e nella concitazione viene schiacciato dalla pressa di incisione che stava sabotando; il suo volto assieme alle corde vocali, sono deturpati per sempre. Fumante e sanguinante, Winslow fugge gettandosi nel fiume. Il giorno seguente, la stampa dà notizia della sua morte benché il corpo non sia stato ritrovato.
In realtà Winslow è sopravvissuto e nei giorni precedenti l'inaugurazione si intrufola al Paradiso, nel cui magazzino indossa un vestito di pelle nera con mantello e si copre il deforme volto con una maschera da gufo argentata. Nei meandri del Paradiso si dedica alla vendetta contro Swan. Durante le prove piazza sotto un'auto situata sul palcoscenico una bomba ad orologeria che scoppia mentre si esibiscono i Juicy Fruits, nel frattempo rinominati "The Beach Bums". Winslow viene inquadrato da una telecamera a circuito chiuso e visto dalla cabina di regia da Swan, il quale va di persona ad affrontarlo e lo riconosce. Gli propone di riscrivere la musica per farla cantare a Phoenix, e con un abilissimo uso degli impianti di amplificazione e elaborazione dei suoni gli permette nuovamente di parlare e di cantare. Approfittando dello stato di confusione e di esaltazione di Winslow, Swan gli fa firmare col sangue un ponderoso e vetusto contratto; ritiratosi in un settore privato e segreto del locale, Swan guarda la registrazione dell'episodio della firma.
Nei giorni seguenti, Winslow è immerso giorno e notte nel riscrivere l'opera, aiutato da stimolanti. Swan si rende conto che Phoenix è troppo perfetta per quella musica, sostenendo che l'unica perfezione che tollera è la propria; rompe la promessa fatta a Winslow ed affida il ruolo di cantante a Beef, un urlatore rockettaro dai modi effeminati ben diverso dall'aggraziata Phoenix, che viene relegata al ruolo di corista. Winslow si addormenta sfinito dopo aver terminato l'opera e Swan ne approfitta per rubargliela e dare ordine di murarlo vivo all'interno dello studio di registrazione. Al risveglio, vedendosi tradito per la seconda volta, Winslow ha uno scoppio d'ira, spacca il muro e si dirige al Paradiso, dove sta per iniziare il nuovo spettacolo. In un camerino trova Beef sotto la doccia e lo spaventa a morte dicendogli:
Philbin, il braccio destro di Swan, ferma Beef mentre cerca di fuggire e lo convince che il Fantasma sia solo una brutta allucinazione dovuta a tutta l'anfetamina di cui fa uso. Lo spettacolo ha inizio con i membri del gruppo The Undeads (sempre gli stessi Juicy Fruits e The Beach Bums) che in una macabra messinscena mutilano alcuni spettatori sulle note di un rock aggressivo, facendo cucire i pezzi asportati in una bara. Tra il crescente entusiasmo della folla, dalla bara emerge uno spiritato Frankenstein impersonato da Beef, che scalda ulteriormente la platea con Life at Last, una versione scatenata di Old Souls. Al culmine della canzone però il Fantasma uccide Beef folgorandolo con un neon a forma di fulmine lanciato dall'alto.
Nell'estasi della folla inconsapevole, con il cadavere di Beef trasportato via in ambulanza, Philbin ordina a Phoenix di sostituirlo sul palco cantando la versione di Old Souls scritta per lei da Winslow. Il contrasto tra la follia di Beef e la dolcezza di Phoenix decreta l'immediato successo del brano. Swan sfrutta quanto accaduto precipitandosi nel camerino di Phoenix e promettendole un futuro da protagonista. Quando la cantante si trova poi tra la folla che la applaude viene presa in disparte dal Fantasma che le rivela la propria identità. Winslow la implora di lasciare Swan prima che la distrugga, ma la ragazza non lo ascolta e scappa impaurita dal suo mostruoso aspetto. Più tardi, il Fantasma si arrampica di nascosto fino al lucernario sul tetto dell'abitazione di Swan, dove vede quest'ultimo abbracciato a letto con Phoenix. Col cuore spezzato, Winslow si pianta un coltello nel petto ma Swan, che come al solito controlla tutto con telecamere e visori, lo raggiunge sul tetto e lo risuscita chiudendogli la ferita e ricordandogli che in base al contratto firmato nessuno dei due può morire finché l'altro è in vita. Winslow improvvisamente lo accoltella non riuscendo a scalfirlo giacché, come soggiunge, anche lui è sotto contratto.
Mentre la rivista Rolling Stone annuncia il matrimonio al Paradiso tra Swan e Phoenix, il quale verrà trasmesso in diretta televisiva in tutta l’America, il Fantasma si reca nella stanza di Swan dedicata ai media. Qui scopre, oltre al filmato della firma del proprio contratto, quello girato decenni prima da cui apprende che Swan aveva stretto un patto col diavolo, in base al quale sarebbe diventato immortale con l'aspetto giovane per sempre, firmando lo stesso contratto. Nel caso in cui il filmato stesso fosse stato distrutto, il patto sarebbe stato rotto e per Swan sarebbe la fine. Al suo posto invecchiavano i filmati, i dischi e le incisioni dei vari giovani talenti da lui scoperti, e per questo motivo Swan non permetteva mai l'uso di fotocamere durante le sue apparizioni pubbliche. Sulla stessa pellicola scopre la registrazione della firma del contratto diabolico tra Swan e Phoenix, dalla quale riceverà la voce nel caso in cui lei morisse. Su un monitor con immagini dal vivo, Winslow scopre che Swan ha incaricato un sicario per assassinare Phoenix all'atto del matrimonio al fine di ottenerne subito la voce e creare un sadico spettacolo per l’audience; Winslow dà quindi fuoco ai filmati e corre al Paradiso per salvare l'amata.
Il matrimonio è già iniziato, viene ripreso dal vivo in televisione ed è celebrato da Philbin, mentre Swan indossa guanti e maschera per non essere filmato. Winslow si getta sul sicario nel momento in cui sta sparando, ed il suo colpo anziché colpire Phoenix provoca la morte di Philbin. Si lancia poi sul palco e strappa la maschera a Swan, mettendo in mostra il volto in decomposizione a causa della distruzione del filmato con i contratti. Vedendosi perduto ed accecato dalla follia, Swan cerca di strangolare Phoenix chiedendole la voce e Winslow comincia a infilzarlo nel petto con il copricapo appuntito di una ballerina. Così facendo, Winslow riapre la ferita che si era precedentemente inferto e inizia a perdere sangue.
Swan viene trascinato agonizzante per il palco dal pubblico impazzito, mentre l'agonizzante Winslow si toglie la maschera e striscia verso Phoenix, incitato dalla folla, non riuscendo tuttavia a raggiungerla e morendo nello stesso istante in cui Swan perisce per le ferite inferte.
Finalmente Phoenix riconosce il timido ragazzo che l'aveva avvicinata alle audizioni e piange a dirotto sul suo corpo tra il delirio dei presenti.

## Titoli di coda
I titoli di coda sono accompagnati dalla canzone The Hell of It interpretata da Paul Williams. I protagonisti del film vengono presentati separatamente con i loro nomi scritti sullo schermo ed immagini del film in cui compaiono. In alcuni casi le clip in cui vengono presentati sono brevissimi outtake di alcune scene.

## Produzione
William Finley per il canto venne doppiato dallo stesso Paul Williams mentre Gerrit Graham (Beef), sempre per il canto, venne doppiato da Raymond Louis Kennedy.
Jessica Harper, invece, cantò con la sua voce.

### Riprese
Alcune sequenze nel film, in particolare quella della notte della prima al Paradiso, furono girate al Majestic Theater nella periferia di Dallas (Texas).

## Riconoscimenti
- Festival internazionale del film fantastico di Avoriaz
  - Gran Prix
- 1975 - Grand Prize a Brian De Palma
- 2007 - Critic Awards
  - Miglior DVD singolo (a Brian De Palma)

## Musiche
Nel film sono contenuti 12 brani, dei quali Paul Williams (Swan nel film) ha scritto sia i testi che le musiche. Tra questi, non sono stati inseriti nella colonna sonora Never Thought I'd Get to Meet the Devil, cantata da William Finley (Winslow), e la versione di Faust abbozzata in coppia da Bill Finley e Jessica Harper (Phoenix) alla prima audizione in casa di Swan.

### Colonna sonora
Nel 1975, Paul Williams ha ottenuto per Phantom of the Paradise, titolo originale del film e dell'album, una candidatura per l'oscar alla migliore colonna sonora. L'album è stato pubblicato dalla casa discografica statunitense A&M Records nel 1974 nel Regno Unito, negli Stati Uniti, in Francia, in Canada ed in Olanda. La A&M Records lo ha pubblicato in Italia nel 1975 distribuito dalla Dischi Ricordi.

#### Tracce
Lato A
1. Archie Hahn e i Juicy Fruits: Goodbye, Eddie, Goodbye - 3:32[3]
2. William Finley: Faust - 3:28 (voce di Paul Williams)
3. Jeffrey Comanor e The Beach Bums: Upholstery - 2:41
4. Jessica Harper: Special to Me (Phoenix Audition Song) - 2:47
5. Paul Williams: Phantom's Theme (Beauty and The Beast) - 4:10

Lato B
1. Harold Oblong e The Undeads: Somebody Super Like You (Beef Construction Song) - 4:38
2. Raymond Louis Kennedy: Life at Last - 2:15 (Kennedy è un musicista statunitense che canta il brano, mentre Beef è interpretato dall'attore Gerrit Graham, che nel film simula di cantare)
3. Jessica Harper: Old Souls - 2:43
4. Paul Williams: Faust - 5:08
5. Paul Williams: The Hell of It - 3:57

#### Musicisti
- Jerry Whitman, Jim Haas, Jon Joyce, Kerry Chater e Tom Bahler - Cori
- Jim Hughart, Leland Sklar e Max Bennett - Basso
- Gary Mallaber - Batteria (presente anche nel film come il batterista dei 3 gruppi)
- Art Munson - Chitarra
- Craig Doerge, David Garland e Mike Melvoin - Pianoforte